# Alfred Robb
Alfred Arthur Robb ou Alfred A. Robb (18 janvier 1873 à Belfast - 14 décembre 1936 dans le borough de Castlereagh, Irlande du Nord) est un physicien britannique. Il a mis au point une axiomatisation géométrique de la théorie de la relativité restreinte.

## Biographie
Robb a étudié au Queen's College de l'Université Queen's de Belfast et au St John's College de Cambridge. Par la suite, il a étudié à l'Université de Göttingen où il rédigé sa dissertation sur l'effet Zeeman sous la supervision de Woldemar Voigt. Il a aussi travaillé sous les ordres de J. J. Thomson au laboratoire Cavendish,. En 1921, il est nommé fellow de la Royal Society.
Il est surtout connu pour ses quatre ouvrages sur la relativité restreinte (1911, 1914, 1921 et 1926) où il a dérivé un formalisme de la théorie de l'espace-temps en créant une axiomatisation géométrique de cette théorie. Pour cette raison, il est parfois surnommé l'« Euclide de la relativité ». Dans son premier ouvrage, il a utilisé l'angle hyperbolique pour introduire le concept de rapidité qui a permis de clarifier la formule d'addition des vitesses en relativité. Il a aussi démontré que l'espace cinématique des vitesses est hyperbolique, c'est-à-dire qu'« au lieu [d'avoir] un triangle euclidien pour les vitesses, nous avons un triangle de Lobatchevski pour les vitesses. ». Au contraire du courant scientifique principale de l'époque, il a cru que les travaux de Joseph Larmor et Hendrik Lorentz étaient plus importants pour la relativité que ceux d'Albert Einstein et Hermann Minkowski.

## Publications
- (en) Alfred Robb, Optical geometry of motion, a new view of the theory of relativity, Cambridge, Heffner & Sons, 1911 (lire en ligne)
- (en) Alfred Robb, A theory of time and space, Cambridge, University Press, 1914 (lire en ligne)
- (en) Alfred Robb, The absolute relations of time and space, Cambridge, University Press, 1921 (lire en ligne)
- (en) Alfred Robb, Geometry Of Time And Space, Cambridge, University Press, 1936 (lire en ligne)

### Citations originales
1. ↑  (en) « instead of a Euclidean triangle of velocities, we get a Lobachevski triangle of rapidities »

### Autres références
1. ↑  Robb, Alfred Arthur dans (en) J. Venn et J. A. Venn, Alumni Cantabrigienses, Cambridge, Angleterre, Cambridge University Press, 1922–1958 (ouvrage en 10 volumes)
2. ↑  (en) Joseph Larmor, « Alfred Arthur Robb 1873-1936 », Cambridge Review, Cambridge University Press,‎ 15 janvier 1937 (DOI 10.1098/rsbm.1938.0013, lire en ligne [PDF])
3. ↑  José M. Sanchez-Ron, « The reception of special relativity in Great Britain », dans T. F. Glick, The Comparative Reception of Relativity, Berlin, Springer, 1987, 27–58 p. (ISBN 90-277-2498-9)
4. ↑  (en) A. J. Briginshaw, The Axiomatic Geometry of Space-Time: An assessment of the work of A. A. Robb, Centaurus 22, 1979, p. 315-323
5. ↑  Scott A. Walter, « The non-Euclidean style of Minkowskian relativity », dans J. Gray, The Symbolic Universe: Geometry and Physics, Oxford, Oxford University Press, 1999, 91–127 p. (ISBN 0-19-850088-2, lire en ligne)
6. ↑  Robb, Optical Geometry of Motion, 1911, p. 27.
7. ↑  (en) Sanchez-Ron, p. 46-49